# Ringo (sport)
Ringo (od ang. ring, pierścień, obręcz) – gra sportowa polegająca na rzucaniu gumowym kółkiem tak, aby upadło na boisku drużyny przeciwnej.

## Historia
Gra została podobno wymyślona przez znanego szermierza i dziennikarza Włodzimierza Strzyżewskiego w 1959, natomiast jako polski sport o charakterze indywidualnym i zespołowym istnieje od 1973, kiedy to zaczęto organizować otwarte mistrzostwa Polski w ringo.
Gra w ringo, podobnie jak wiele innych dyscyplin sportowych przebyła dość długą drogę ewolucyjną. Najpierw, dla jego twórcy była elementem treningu szermierczego, później przekształciła się w zabawę i sport rekreacyjny możliwy do uprawiania przez niemal każdego i w każdych warunkach bez względu na porę roku. Drugim nurtem ewolucyjnym była gra w ringo jako sportu wyczynowego. Wraz z rozwojem techniki i taktyki zmieniano przepisy zawodów. Obecnie ringo jest grą sportową o bogatej technice i taktyce. Jest znana głównie w Europie. Powstałe w 1989 Polskie Towarzystwo Ringo i nieco później 1993 Międzynarodowa Federacja Ringo (International Ringo Federation) organizują międzynarodowe zawody takie jak mistrzostwa Europy i świata.

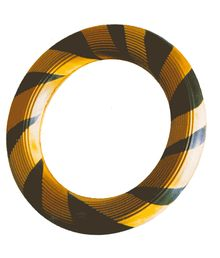
Kółko do gry w ringo

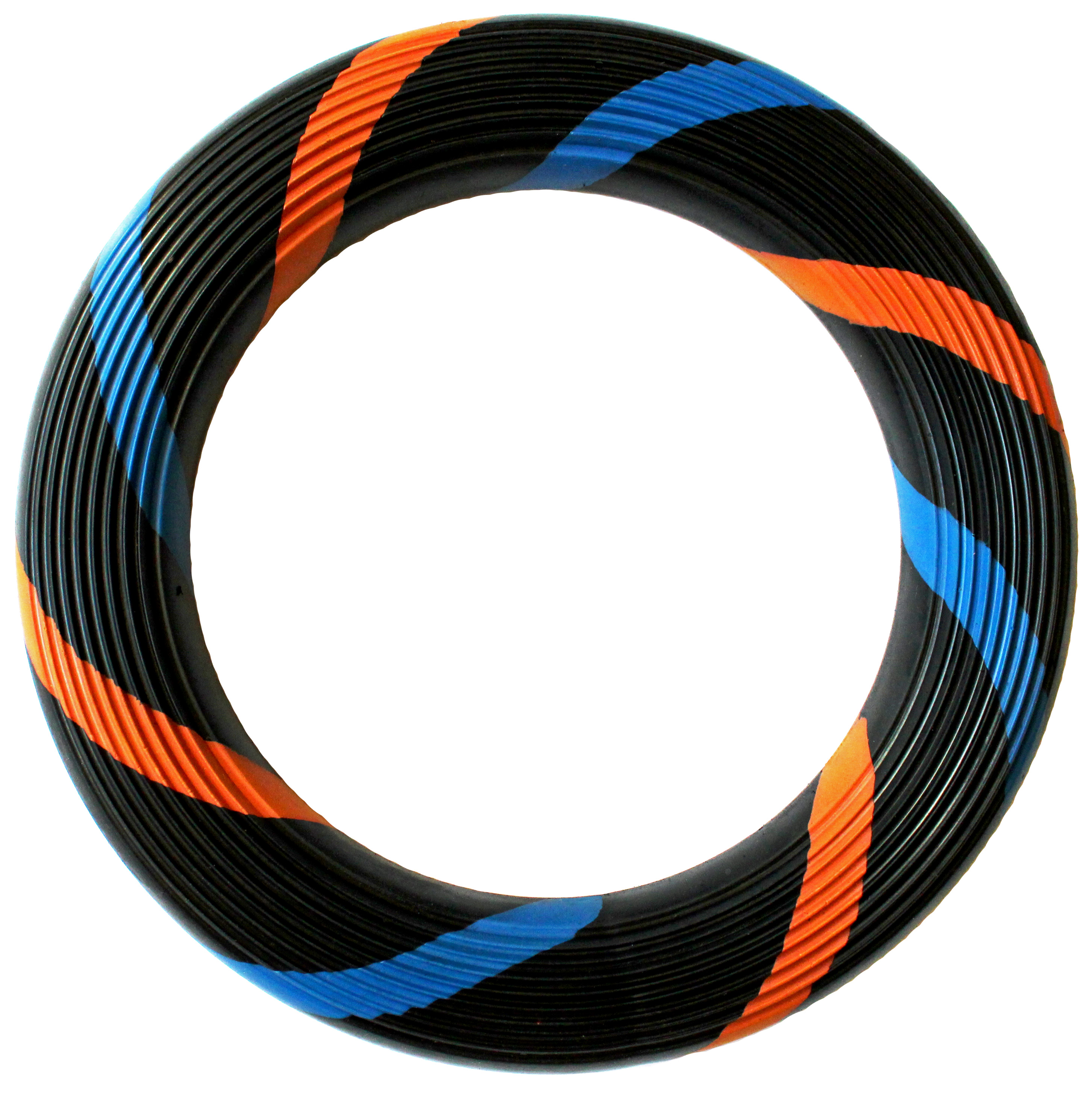

## Kółko do gry w ringo
Kółko ringo, według wzoru Włodzimierza Strzyżewskiego, waży 160-165 gramów, z otworem dekompresyjnym i ryflowaniem górnej i dolnej powierzchni, ma średnicę 17 cm, jest stabilne w locie i nie powoduje urazów palców u dzieci i dorosłych.

## Boisko do gry i kategorie wiekowe
Boisko ringo dla gier zespołowych (dwójki i trójki) ma wymiary podstawowe boiska siatkówki: 9x18 metrów, linka ringo – czyli sznur lub taśma szerokości co najmniej 1 centymetra z umocowanymi barwnymi wstążkami długości przynajmniej 25 cm i o rozstawie nie większym niż 20 cm – jest zawieszona na wysokości 243 cm.

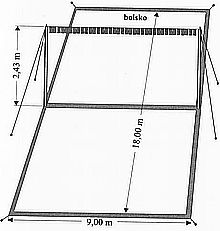
Widok boiska do gry w ringo

Wymiary boiska dla gier indywidualnych zależne są od wieku (kategorii) zawodników i wynoszą:
- kategoria 1-2. żaczek i żaków (do lat 10 włącznie) 6 x 12 m, linka ringo 200 cm
- kategoria 3-4. młodziczek i młodzików (11-13 lat) 7 x 14 m, linka ringo 224 cm
- kategoria 5-6. kadetek i kadetów (14-15 lat) 8 x 16 m, linka ringo 243 cm
- kategoria 7-8. juniorek i juniorów (16-19 lat) 8 x 18 m, linka ringo 243 cm

Wysokość linki ringo obowiązuje dla wszystkich wyższych kategorii wiekowych oraz kategorii drużynowych.
- kategoria 9. klasy otwartej kobiet (19-29 lat)
- kategoria 10. klasy otwartej mężczyzn (19-35 lat) – boisko 8 x 18 metrów
- kategoria 11. amazonek (30-39 lat) – boisko 8 x 16 metrów.

Ten wymiar boiska obowiązuje dla wszystkich następnych kategorii indywidualnych:
- kategoria 12. oldboy (36-45 lat)
- kategoria 13. seniorek (40-49 lat)
- kategoria 14. seniorów (46-55 lat)
- kategoria 15. weteranek (50 i więcej lat)
- kategoria 16. weteranów (56 i więcej lat).

Dla dalszych kategorii wiekowych w przedziałach co 5 lat – boisko ma wymiar 8 x 16 m, z linką ringo na wys. 243 cm.
- Kategoria 17-20:
  - szkolne dwójki dziewcząt
  - szkolne dwójki chłopców
  - szkolne dwójki mieszane
  - szkolne trójki mieszane

Obejmuje młodzież do wieku kadeta włącznie.
- Kategoria 21-24
  - dwójki kobiet
  - dwójki mężczyzn
  - dwójki mieszane
  - trójki mieszane

Obejmuje kobiety i mężczyzn od wieku juniora wzwyż.

## Przepisy gry w ringo

### Cel gry
Celem gry jest zdobycie 15 punktów w wyniku obrony własnego pola i takich rzutów kółkiem ringo z własnego pola bądź spoza tego pola lecz w granicach boiska zaznaczonych antenkami ponad linką ringo, by kółko upadło na pole przeciwnika, ewentualnie linie (taśmy) boczne lub końcowe boiska. Jeśli przeciwnik wyrównał wynik do stanu 14:14 – celem jest zdobycie 2 punktów przewagi. Przy stanie 16:16 zwycięża zawodnik zdobywający 17 punkt.
Punkt zdobywa się za każdy błąd przeciwnika, a traci za każdy błąd własny, powodujący wypadnięcie kółka ringo z gry.

### Serwis
1. Grę rozpoczyna serwis zza końcowej linii boiska, w granicach przedłużonych bocznych linii boiska. Dopiero po wyrzucie kółka zawodnik może wejść na własne boisko. Naruszenie linii końcowej w czasie serwisu lub przekroczenie przedłużenia linii bocznych powoduje utratę punktu.
2. Serwis następuje na komendę sędziego prowadzącego, który pyta obie strony ("gotów?") –  z jednoczesnym uniesieniem ręki w górę. Po odpowiedzi obu stron "gotów" sędzia wydaje komendę "start", bądź daje sygnał gwizdkiem i opuszcza rękę w dół.
3. W grze drużynowej, jeśli po odpowiedzi obu stron i komendzie "start" jedno z kółek doleciało do linii środka, a przeciwna strona - drużyna nie wyrzuciła jeszcze kółka, traci ona punkt za opóźnienie rzutu.
4. Pierwszy serwis wykonuje kapitan drużyny, zmiana serwujących następuje w grach indywidualnych co 3 punkty, w grze 2 kółkami co 5 albo 5 plus 1 punktów, w stałej kolejności.
5. W grze dwoma kółkami upadek każdego z nich (popełnienie błędu) powoduje utratę 1 punktu.
6. Jeśli po serwisie kółko ringo dotknie linki ringo (siatki) z góry i upadnie na ważne pole przeciwnika ("net"), w grze pojedynczej serw powtarza się bez utraty punktu. Drugi kolejno "net" powoduje utratę punktu. W grze 2 kółkami "net" jednego z kółek nie przerywa gry drugim kółkiem i nie powoduje utraty punktu ("zero punktów") niezależnie od liczby kolejnych "netów".
7. Jeśli w czasie serwu lub wymiany rzutów kółka zderzą się, punkt traci strona, na której polu kółko upadło, bądź strona, której kółko upadło poza boiskiem ("aut").
8. Jeśli sędzia nie zauważył, czyje kółko upadło na aut - nie zalicza punktu żadnej ze stron ("zero punktów").

### Lot kółka ringo
1. Lot kółka ringo powinien być zbliżony do poziomu w stosunku do podłoża albo też kółko może zbliżać się do boiska przeciwnika całym obwodem w płaszczyźnie czołowej. W żadnym momencie gry kółko nie może zbliżać się do pozycji pionowej patrząc wzdłuż toru jego lotu. Przerwanie gry przez sędziego prowadzącego komendą "Pion!" i utrata punktu przez rzucającego następuje jednomyślną decyzją sędziego prowadzącego i sędziego pomocniczego, na które zostało rzucone. Przy różnicy zdań pomiędzy sędziami, punktu nie zalicza się żadnej ze stron ("zero punktów").
2. Obracanie się kółka wokół pionowej lub poziomej osi jego lotu o 180 stopni (półobrót) lub więcej ("koziołek") powoduje utratę punktu. Jednakże kółko jakie dotknęło w grze góry linki ringo i spadło na boisko przeciwnika koziołkując – jest ważne.
3. Kółko może "falować" w locie, jednakże oscylacja jego lotu nie może zbliżać się ani przekroczyć 90 stopni w stosunku do podłoża patrząc wzdłuż toru jego lotu.
4. Kółko musi być wyrzucone z rotacją w dowolnym kierunku. Pchnięcie kółka bez rotacji powoduje utratę punktu.

### Rzut kółka ringo
1. W czasie rzutu przynajmniej jedna stopa lub jej część musi dotykać podłoża. Oderwanie obu stóp w czasie rzutu powoduje utratę punktu.
2. Rzut może być wykonany w miejscu albo w czasie dozwolonych kroków hamowania, jeśli w momencie rzutu 1 stopa dotyka podłoża.
3. Technika rzutu jest dowolna, jednakże rzut rozpoczęty – musi być kontynuowany w tym samym kierunku. Zatrzymanie ruchu albo zmiana kierunku rzutu w czasie jego wykonywania ("zwód") powoduje utratę punktu.

### Chwyt kółka ringo
1. Kółko może być chwytane tylko jedną ręką i tą samą ręką musi być odrzucone.
2. Kółko wypadające z ręki przy pierwszym chwycie - wolno chwytać drugi raz tą samą ręką. Natomiast partner ma prawo chwytać takie kółko dowolną ręką, jako rozpoczynający chwytanie. Dwaj partnerzy mogą też chwycić kolko jednocześnie, jednakże odrzucić je może jeden z nich (dozwolone są bowiem 2 chwyty kółka na boisku w danej akcji).
3. Nie wolno chwytać 2 kółek w jedną rękę.
4. Kółko musi być chwycone choćby jednym palcem. Wypadnięcie kółka poza wszystkie palce na nadgarstek lub przedramię powoduje utratę punktu.

### Czas trzymania kółka
1. Schwytane kółko powinno być odrzucone jak najszybciej. Celowe przetrzymywanie kółka sędzia sygnalizuje gwizdkiem lub komendą „stop” i karze utratą punktu.
2. W grach wieloosobowych w przypadku celowego przetrzymywania kółka ringo, sędzia sygnalizuje gwizdkiem lub komendą „stop” i karze stronę (drużynę) utratą punktu. Wznawia grę „serwisem” bez rozgrywania drugiego kółka.

### Ringo stop
W grze 2 kółkami – sędzia prowadzący po rozegraniu już pierwszego kółka – po dwóch kolejno wysokich przerzutach ("lob") na koniec boiska po 1 rzucie dla każdej ze stron – wydaje komendę "ringo stop!", przerywa grę bez zaliczenia punktu za drugie kółko – i wznawia grę od serwisu 2 kółkami.
Gdy w grze są nadal oba kółka - sędzia prowadzący nie przerywa gry przy wysokich przerzutach lecz głośno liczy kolejne loby obu stron "jeden i dwa". Trzeci rzut każdej ze stron musi być rzutem atakującym. Jeśli będzie to również lob chwytany przez przeciwników – sędzia prowadzący wydaje komendę "ringo stop!" i zalicza punkt stronie broniącej trzeci rzut lobem. Jeśli tego trzeciego lobu broniący nie schwytali – punkt zdobywa strona rzucająca.
Serwis nie jest liczony jako lob niezależnie od techniki rzutu.

### Zmiana pól
Po uzyskaniu przez jedną ze stron 8 punktów (ew. w grze 2 kółkami 8+1) następuje zmiana pól dla wyrównania szans z uwagi na oświetlenie i wiatr.

### Kontakt z kółkiem
1. Kółkiem trzymanym w ręce nie wolno dotknąć własnego ciała (poza przedramieniem chwytającej ręki), ani ciała partnera, ziemi, linki ringo (siatki) ani też naruszyć przestrzeni nad linką ringo.
2. Zmiana chwytu kółka po jego schwytaniu nie może nastąpić przy utracie kontaktu ręki z kółkiem.

### Rozstawienie na boisku
Rozstawienie zawodników na boisku jest dowolne, a każdy rozgrywa swe rzuty sam, bez podawania partnerom ani sobie. Celowe podbijanie kółka pod pozorem "upuszczenia" powoduje utratę punktu. Chwyt i rzut następować może także spoza boiska, jednakże kółko musi przelecieć nad linką ringo w granicach boiska wyznaczonych antenkami. Niewypełnienie tego warunku powoduje utratę punktu.

### Kroki na boisku
1. Przy chwycie kółka w miejscu – wolno wykonać wykrok dowolną nogą i oderwać stopę drugiej od podłoża, bez prawa jej postawienia przed odrzuceniem kółka. W każdej innej sytuacji - po zatrzymaniu się wolno jedynie oderwać dowolną stopę od podłoża, bez prawa jej postawienia przed odrzuceniem kółka.
2. Przy wyskoku w kierunku boiska przeciwnika w celu złapania kółka wolno lądować na 2 stopy równocześnie lub niejednocześnie. Przy lądowaniu równocześnie wolno oderwać od podłoża dowolną stopę bez prawa jej postawienia przed odrzuceniem kółka. Przy lądowaniu niejednocześnie dwiema stopami – stopa postawiona na podłożu jako druga, a bliżej boiska przeciwnika - musi być przed odrzuceniem kółka, cofnięta za stopę pierwszego kontaktu z podłożem. Rzut kółkiem można wykonać albo jeśli cofnięta stopa znajduje się w powietrzu, albo jeśli została postawiona na podłożu. Po postawieniu cofniętej stopy na podłożu – wolno podnieść dowolną stopę bez prawa jej postawienia przed odrzuceniem kółka.
3. Od pierwszego dotknięcia kółka przy chwytaniu nie wolno nabierać szybkości ani celowo zbliżać się do boiska przeciwnika pod pozorem "kroków hamowania"- pod karą utraty punktu. W kierunku boiska przeciwnika wolno wykonać jedynie 3 kroki rzeczywistego hamowania, tj. 4 kontakty stóp z podłożem.
4. W kierunku równoległym do linii środkowej lub przy oddalaniu się od niej – wolno od pierwszego dotknięcia chwytanego kółka wykonać dowolną ilość kroków hamowania, a następnie - bez zyskiwania terenu wykonać obrót w kierunku boiska przeciwnika z prawem oderwania dowolnej stopy przy rzucie.
5. Przy chwycie kółka w powietrzu i lądowaniu przewrotem przez bark wolno wstać na obie nogi (2 kontakty) i oderwać dowolną stopę przed odrzuceniem kółka. Jeśli przewrót nastąpił przy oddalaniu się od linii środkowej - po powstaniu na obie nogi wolno wykonać obrót w kierunku boiska przeciwnika bez zyskiwania terenu – i oderwać dowolną stopę do rzutu.
6. Przesuwanie stopy lub stóp po podłożu lub ponad podłożem (komenda sędziowska "suwanie") po wykonaniu ostatniego dozwolonego ruchu stopy powoduje utratę punktu.

### Liczenie punktów
1. Sędzia prowadzący obowiązany jest podawać głośno wynik po zdobyciu każdego kolejnego punktu i wskazywać ręką stronę prowadzącą.
2. Zawodnicy mogą zgłaszać poprawkę co do stanu meczu wyłącznie odnośnie do ostatniego ogłoszonego punktu.

### Klasyfikacja w zawodach
Klasyfikacja zawodników (drużyn) w zawodach ringo ustalana jest kolejno według:
1. liczby zwycięstw,
2. wyniku bezpośredniego pojedynku zainteresowanych przy równej liczbie zwycięstw,
3. przy 3 lub więcej zawodnikach (drużynach) o tej samej liczbie zwycięstw – decyduje większa liczba zwycięstw pomiędzy zainteresowanymi a przy równości zwycięstw – różnica punktów zdobytych i utraconych,
4. przy równości tej różnicy punktów – decyduje większa liczba punktów zdobytych,
5. przy tej samej liczbie punktów zdobytych przez zainteresowanych decyduje większa liczba punktów zdobytych i utraconych w danej puli walk,
6. przy równej różnicy punktów (pkt. 47.5.) decyduje większa liczba punktów zdobytych w całej puli walk,
7. przy także i tej równości – o zdobytym miejscu decyduje ponowny bezpośredni pojedynek wszystkich zainteresowanych.

### Uprawnienia sędziego
Sędzia ma prawo ukarać żółtą kartką zawodnika za nieodpowiednie zachowanie się podczas gry (m.in. za używanie wulgarnych słów i gestów lub inne przejawy agresji). Ponowna kara dla tego samego zawodnika oznacza dyskwalifikację jego lub jego i współgrających w danej kategorii.

## Ringo w kulturze
Grę spopularyzował między innymi zespół muzyczny 2 plus 1 nagrywając piosenkę "W ringo graj ze mną".